# Carl Forsberg
Carl Forsberg, född den 26 augusti 1977, är en svensk förläggare, poet och kulturpolitiker (Miljöpartiet). Han har en bakgrund som ansvarig utgivare för tidskriften Aorta (senare bokförlag) och arbetar sedan 2018 som kultursekreterare i Sotenäs kommun.

## Karriär
Forsberg grundade Aorta 1997 efter att ha inspirerats av Håkan Sandells och Clemens Altgårds estetiska stridsskrift Om retrogardism (1995). Han var den numera nedlagda Aortas chefredaktör 1997–2007. Forsbergs förlagsverksamhet drog igång 2002 och fick namnet Carl Forsbergs bokförlag; förlaget fungerade både som utgivare av poesi och Aorta.
Forsberg var 2004 redaktionssekreterare för Lyrikvännen under Boel Schenlærs redaktörskap, och är ledamot i Lyrikrådet. Forsberg är även engagerad i Författarcentrum Väst, och blev 2012 ordförande. Forsberg drog 2006 igång litteraturfestivalen Textival tillsammans med Katarina Gröndahl. 2013 valdes han in som ledamot i Kultur i Västs styrelse.
Forsberg har inte utkommit med någon egen diktsamling. Han har dock publicerat ett flertal dikter och översättningar i tidskrifter som Lyrikvännen, Karavan och Aorta samt i lyrikantologier som Från ormbädden, Metro nord och Urblå natt.
Carl Forsberg har tidigare varit bosatt i Göteborg. Sedan 2018 är han bosatt i Sotenäs kommun, där han är kultursekreterare i kommunen efter att tidigare haft samma tjänst i Strömstads kommun.
I valet 2022 ställde han upp som miljöpartistisk kandidat för regionfullmäktige i Västra Götaland.